# Almena, Kansas
Almena là một thành phố thuộc quận Norton, tiểu bang Kansas, Hoa Kỳ. Năm 2010, dân số của xã này là 408 người.

## Dân số
Dân số các năm:
- Năm 2000: 469 người
- Năm 2010: 408 người